# Захаров, Михаил Васильевич (депутат)
Михаил Васильевич Захаров (1881 — 14 февраля 1928, либо 12 февраля 1928)— рабочий, депутат 3-й Государственной думы Российской империи от Московской губернии.

## Биография
Захаров окончил сельское начальное училище — 4 класса. Русский. Крестьянин. Был женат. Имел троих детей: Михаил, Василий, Мария. Проживал в Павловском посаде. Сотрудничал с большевистскими газетами «Звезда» и «Правда». Был рабочим Павло-Посадской фабрики Лабзина и Грязнова.
Был избран в 3-ю Государственную думу от рабочих Московской губернии. В думе состоял в Социал-демократической фракции, являлся большевиком. В думе был избран в комиссию по борьбе с пожарами и разбору корреспонденции. Был самым молодым по возрасту депутатом Думы.
Участвовал в подписании законопроектов: «Об упразднении в Белоруссии остатков чиншевого владения» и «Об отмене смертной казни».
На заседании думы от имени Социал-демократической фракции сделал заявление, что фракция будет голосовать против законопроекта об увеличении числа урядников Московской уездной полицейской стражи.
За нарушения дважды устранялся от заседаний думы на основании статьи 38 Учреждения Государственной думы от 20.02.1906 года. Один раз на одно и другой — на пять заседаний.
Впоследствии уехал из Петрограда, купив дом в Кингисеппском районе, где работал директором магазина.
Умер в Кингисеппском районе от инфаркта.

## Отзывы о личности М. В. Захарова
В 1910 году в Петербургском охранном отделении была составлена характеристика на М. И. Захарова:

Захаров большевик. Самый молодой из депутатов. Выступает по рабочему вопросу; о корпусе жандармов и полиции. Речи всегда заучивает. Охотно посещает всякие собрания рабочих. Во время думских каникул объезжает весь Московский район и собирает массу материала. Человек очень деятельный, но недалёкий. Во фракции всегда говорит много, но в Думе выступает лишь в крайнем случае, когда все заняты. Отличается чрезмерной скупостью; за время депутатства скопил более четырёх тысяч рублей.